# 松龄路街道
松龄路街道，是中华人民共和国山東省淄博市淄川区下辖的一个乡镇级行政单位。

## 行政区划
松龄路街道下辖以下地区：
北关社区、菜园社区、城张社区、泉龙社区、朱家社区、城三社区、三里社区、小李社区、小赵社区和柳泉社区。